# Mutee Head
Mutee Head är en udde i Australien. Den ligger i delstaten Queensland, omkring 2 200 kilometer nordväst om delstatshuvudstaden Brisbane.
Runt Mutee Head är det mycket glesbefolkat, med 5 invånare per kvadratkilometer.. 
I omgivningarna runt Mutee Head växer huvudsakligen savannskog. Savannklimat råder i trakten. Genomsnittlig årsnederbörd är 1 554 millimeter. Den regnigaste månaden är mars, med i genomsnitt 454 mm nederbörd, och den torraste är augusti, med 2 mm nederbörd.